# مارسيو دي سوزا
مارسيو دي سوزا هو منافس ألعاب قوى برازيلي، ولد في 24 يناير 1975 في سانت أندري في البرازيل.

## وصلات خارجية
- مارسيو دي سوزا على موقع الاتحاد الدولي لألعاب القوى (الإنجليزية)
- مارسيو دي سوزا على موقع أوليمبيديا (الإنجليزية)